# Нуркап (община)
Община Нуркап (също Нордкап) се намира във фюлке Финмарк и е с площ 924 km².  Населението ѝ наброява ок. 3300 души и по-голямата част от него живее в Хонингсвог. 